# Resolució 387 del Consell de Seguretat de les Nacions Unides
La Resolució 387 del Consell de Seguretat de les Nacions Unides, fou aprovada el 31 de març de 1976, va reafirmar el principi del dret d'integritat territorial d'un estat davant les incursions sud-africanes en el territori d'Angola. El Consell va reconèixer la pertorbació internacional de les accions de Sud-àfrica i en va expressar la seva preocupació. La Resolució va condemnar les accions de Sud-àfrica i va exigir que respectés la integritat territorial d'Angola. El Consell va exigir a més que Sud-àfrica desistís d'utilitzar el "Territori internacional de Namíbia" per dur a terme actes provocadors o agressius contra altres estats i va demanar al govern sud-africà que es reunís amb les justes demandes de compensació d'Angola.
La resolució es va aprovar amb nou vots contra cap; França, Itàlia, Japó, Regne Unit i Estats Units es van abstenir de votar, mentre que la República Popular de la Xina no va participar en la votació.